# Ropica evitata
Ropica evitata là một loài bọ cánh cứng trong họ Cerambycidae.